# فيليكس مارتن
فيليكس مارتن (بالألمانية: Felix Martin)‏ (و. 1964 – م) هو ممثل، ومغني، من ألمانيا، ولد في هامبورغ.

## وصلات خارجية
- فيليكس مارتن على موقع IMDb (الإنجليزية)
- فيليكس مارتن على موقع ميوزك برينز (الإنجليزية)
- فيليكس مارتن على موقع ديسكوغز (الإنجليزية)
- فيليكس مارتن على موقع ديسكوغز (الإنجليزية)